# یاروگنگویتسه (استان لهستان بزرگ‌تر)
یاروگنگویتسه (به لاتین: Jarogniewice) یک روستا در لهستان است که در گمینا چمپینگ واقع شده‌است.